# Jean Cardonnel
Pour les articles homonymes, voir Cardonnel.
Jean Cardonnel, né le 12 mars 1921 à Figeac (Lot) et décédé le 4 juillet 2009 à Castelnau-le-Lez, est un prêtre catholique dominicain maoïste et principal défenseur de la théologie de la libération en France, considéré comme une « légende du catholicisme d'extrême gauche ».

## Biographie
Né à Figeac d’un père professeur et d’une mère musicienne, Jean Cardonnel entre chez les Dominicains en 1940 et est ordonné prêtre en 1947. En 1951 il est élu supérieur au couvent de Marseille, charge dont il démissionne en 1954 pour protester contre la condamnation par l'Église de l'expérience des prêtres ouvriers. En 1958 il est professeur de théologie à Rio de Janeiro. C'est là qu'il prend conscience des problèmes du Tiers-monde et adopte des positions marxistes-léninistes qui heurtent l'épiscopat brésilien, lequel exige son départ.
En 1968, il prêche à Paris sur le thème « Évangile et Révolution », à la Maison de la Mutualité, où il appelle à la grève générale. C'est l'« affaire Cardonnel ». Le journal Le Monde titre : « Un prêtre rouge ». L'épiscopat français l'interdit de parole et d'écriture hors des revues très spécialisées en théologie, interdiction dont il ne tient nul compte. Il participe, le 5 novembre 1969 à la salle de la Mutualité à Paris, avec 7 autres orateurs, au meeting du FLB légal (association loi 1901, dissoute ensuite), sous la banderole « De Nominoë au F.L.B., en passant par Hô Chi Minh et le Che », marquant le virage à gauche de cette mouvance bretonne.
En 1972, au cours d'un rassemblement antimilitariste à la Mutualité, il affirme que la guerre est « rentable » et « indispensable à l'économie », et que l'armée ne fait qu'assurer « la protection, la défense légale d'une société qui n'a pas d'autres valeurs fondamentales que l'argent et la rentabilité ».
Dans les années 1970, il est l'un des apôtres du maoïsme en France, alors qu'en Chine, la révolution culturelle coûte des millions de morts (ce qu'il pense être une « calomnie impérialiste ») : il sera par la suite considéré comme un « Mao-spontex ».
Dans les années 1980, il change d'orientation et se concentre sur l'anti-militarisme : en 1981, il est co-solidaire de la publication Avis de recherche consacrée au soutien des appelés insoumis au service militaire. En 1990, il signe l'Appel des 75 contre la guerre du Golfe.
En 2001, il publie Judas l'innocent, qui vise à réhabiliter ce disciple de Jésus.
En 2002, au retour d'un voyage à La Réunion, il retrouve sa cellule du couvent de Montpellier vidée de ses affaires. Il porte plainte contre son ancien prieur pour violation de domicile,. Il obtient gain de cause en 2007. C'est la première fois qu'un tribunal français reconnaissait que la cellule d’un prêtre est un domicile privé.
Il va par la suite loger chez des amis puis dans une maison de repos de Montpellier.
Jean Cardonnel meurt le 4 juillet 2009,.

## Œuvre
- Verbe incarné contre sexe tout-puissant, Indigène éditions, 2005, 125 p.
- Judas l'innocent, Indigène éditions, 2001, 127 p.
- Le nègre de Dieu, Éditions Domens, 2000, 232 p.
- Le Négrier de l'humanité, Éditions Domens, 1998
- La passion de l'humanité : Noces d'or avec la parole, Éditions Domens, 1997, 276 p.
- J'accuse l'Église, Calmann-Lévy, 1996, 148 pages
- Esclavage ou humanité : un précurseur Jean Lafosse, essai de cordialisation de la vie publique, Numéro 1 de Cahiers de la Parole de tous, Éditions Les deux mondes, Île de la Réunion, 1994, 52 p.
- Fidèle rebelle, Albin Michel, 1994, 253 p.
- Dora: souvenirs d'avenir, Éd. Golias, 1994, 111 p.
- avec Claude Sigala, Félix Guattari, Vivre avec le coral, AIT, 1987, 245 p.
- César et Jésus-Christ, Albin Michel, 1976, 256 p.
- J'ai épousé la parole, Gallimard, 1972, 326 p.
- avec Christian Duquoc et Annie Bessus, Autorité et liberté dans l'Église, Éditions de l'Épi, 1971, 126 p.
- Non à l'intolérable, Éditions de l'Épi, 1969, 104 p.
- O cristianismo não é uma religião, Livraria Figueirinhas, 1969, 138 p.
- Dieu est mort en Jésus Christ, Éditions Ducros, 1968
- Evangile et révolution, in Cahiers du Témoignage chrétien, No 50, 1968 (G. Montaron et J. Cardonnel dir.)
- Dieu prend parti, Éditions de l'Épi, 1967
- Eglise, monde et mondanité, Culture et connaissance du monde moderne, 1966, 24 p.
- J'irai vers mon père, Éditions de l'Épi, 1966, 90 p.
- Ce Dieu dont nous vivons, Éditions de l'Épi, 1963
- Dieu est pauvre, Éditions de l'Épi, 1962
- Du Bon Dieu au Dieu vivant, Éditions de l'Épi, 1960

## Entretiens
- Jean Cardonnel, fidèle rebelle, entretien vidéo avec Christian Terras, 120 minutes, Golias, 2010

## Sources
- Article de l'Humanité sur l'expulsion de son couvent
- Article de Témoignage chrétien sur l'issue du procès
- Article sur le site Profils de liberté
- Article de Gérard Leclerc sur Jean Cardonnel

### Articles liés
- Anarchisme chrétien
- Théologie de la libération
- Golias